# Liga von Zagori

Flagge der orthodoxen Sipahi

Die Liga von Zagori (griechisch Κοινόν των Ζαγορισίων Kinon ton Zagorision ‚Gemeinwesen der Zagorisier‘, türkisch Norhaye Zagor) war eine autonome Region des Osmanischen Reiches im Gebiet von Epirus in Griechenland.

## Begriff
Altgriechisch koinon hat die Bedeutung ‚das Gemeinsame‘ und konnte auch einen Staatenbund oder ein staatliches Gemeinwesen bezeichnen. In der Geschichte Griechenlands gab es in verschiedenen Perioden koina. In Epirus selbst gab es in der Vorzeit das Koinon der Molossis. Darüber hinaus gab es das Koinon der freien Lakonier in der Umgebung von Sparta während der Zeit der Römischen Herrschaft sowie ein Koinon der Makedonen. Während des Griechischen Unabhängigkeitskrieges bildete sich auch ein so genanntes Kinon auf den Inseln Hydra, Spetses und Psara.

## Geschichte
In den 1420er Jahren stand Epirus unter der Herrschaft des Byzantinischen Reiches. 1430–1431 führte Sinan Pascha, ein General von Sultan Murad II., eine Armee nach Epirus und focht einige Schlachten aus, die schließlich zur Unterwerfung des Gebietes führten.
Vierzehn Dörfer im Bereich von Zentral-Zagori (gr. Kendriko Zagori Κεντρικό Ζαγόρι) kamen nach einer Schlacht in der Nähe von Votsa, zu einem sehr vorteilhaften Übereinkommen mit Sinan Pascha. Die Eroberer garantierten den Dörfern bestimmte Privilegien im Gegenzug gegen Gefolgschaft. Dazu gehörten eine selbstständige Verwaltung durch einen Vekylis (altgriechisch Βεκύλης, aus türkisch vekil ‚Stellvertreter‘), der alle sechs Monate neu gewählt wurde, und einen Ältestenrat (griechisch Δημογεροντία Dimogerondia). Die Ältesten repräsentierten ihr jeweiliges Dorf und wurden dort gewählt. Die Zagorisier waren vom Tımar-System ausgeschlossen und zahlten keine Steuern, hatten aber die Auflage, für eine gewisse Zeit Stallburschen ins Heer des Sultans nach Istanbul zu entsenden. Die Zagorisier unterhielten eine eigene kleine Truppe von Sipahi (griechisch Σπαχήδες Spachides), berittenen Soldaten. Fünfzig Jahre später schlossen sich die Dörfer im Osten von Zagori diesem Bündnis an.
Das Voiniko (griechisch Βοϊνικό), wie die Übereinkunft genannt wurde, wurde 1670 erweitert. Die Gemeinschaft wurde dabei das erste Mal als Kinon bezeichnet, und weitere Privilegien, so genannte siouroutia (σιουρούτια), wurden gewährt. Dies geschah aufgrund des Einflusses von Phanarioten mit Zagoriser Herkunft. Dazu gehörte die Ablösung der Stallburschen durch eine Steuer, die freie Ausübung des christlichen Glaubens und bezeichnenderweise ein Verbot für Türken, das Gebiet zu betreten. 1750 schlossen sich auch die Dörfer im Westen von Zagori dem Bündnis an.
Ab 1750 nahm der Vekylis seine Residenz in Ioannina, in einem Gebäude des Kinon oder auch in Privathäusern. Er war verantwortlich für die Einnahme der Steuern  und für Zivilrechtliche Urteile.
Zagori gehörte somit unter der osmanischen Herrschaft zu den drei griechischen Regionen, die relative Autonomie durch Verträge bewahrten. Die anderen beiden Regionen waren die Halbinsel Mani auf der Peloponnes und Mademochoria in Makedonien.